# Michael Maloney
Michael Maloney (Bury St. Edmunds, 19 juni 1957) is een Brits acteur.

## Carrière
Maloney begon in 1979 met acteren in de televisieserie Telford's Change, waarna hij nog in meer dan 140 televisieseries en films speelde. Naast het acteren voor televisie is hij ook actief in lokale theaters, zo heeft hij onder anderen gespeeld in Hamlet, Henry V - deel 1, Henry V - deel 2 en Romeo and Juliet.

## Filmografie

### Films
Selectie:
- 2021 Belfast - als Frankie West
- 2021 Where Is Anne Frank - als Otto Frank (stem)
- 2011 The Iron Lady - als dokter
- 2009 The Young Victoria - als sir Robert Peel
- 2009 Margaret - als John Major
- 2006 Notes on a Scandal - als Sandy Pabblem
- 2006 Babel - als James
- 1995 Othello - als Roderigo
- 1990 Hamlet - als Rosencrantz

### Televisieseries
Selectie:
- 2023 Dalgliesh - als Desmond Ulrick - 2 afl.
- 2022 All Creatures Great and Small - als Albert Sebright Saunders - 2 afl.
- 2022 Magpie Murders - als Charles Clover - 5 afl.
- 2019-2020 The Trial of Christine Keeler - als Bill Astor - 6 afl.
- 2020 Silent Witness - als rechter Christopher Lansing - 2 afl.
- 2019 The Crown - als Edward Heath - 3 afl.
- 2016 Paranoid - als dr. Crowley - 7 afl.
- 2016 The Five - als Alan Wells - 10 afl.
- 2016 Mr Selfridge - als mr. Donaghue - 2 afl.
- 2015 River - als Tom Read - 5 afl.
- 2014 Utopia - als Donaldson - 3 afl.
- 2013 The White Queen - als Henry Stafford - 5 afl.
- 2012 Accused - als rechter - 4 afl.
- 2012 Coronation Street - als Robert Millward - 5 afl.
- 2010 Casualty - als Howard Fairfax - 5 afl.
- 2008 Bonekickers - als Daniel Mastiff - 6 afl.
- 2008 Waking the Dead - als dr. Damien Hooper - 2 afl.
- 2007 The Bill - als Ryan Jones - 2 afl.
- 2006 Robin Hood - als Pitts - 2 afl.
- 2003 The Forsyte Saga - als Profond - 4 afl.
- 2002 Believe Nothing - als Brian Albumen - 6 afl.
- 2002 The Jury - als Peter Segal - 6 afl.
- 2001 Magic Grandad - als mr. Leyton - 3 afl.
- 1995 Signs and Wonders - als Stephen Palmore - 4 afl.
- 1994 Love on a Branch Line - als Jasper Pye - 4 afl.
- 1985 The Last Place on Earth - als Teddy Evans - 6 afl.
- 1982 The Bell - als Toby Gashe - 4 afl.
- 1979 Telford's Change - als Peter Telford - 9 afl.

### Computerspellen
- 2019 GreedFall - als stemmen
- 2019 Final Fantasy XIV: Shadowbringers - als Varis zos Galvus
- 2018 Ni no Kuni II: Revenant Kingdom - als Doloran / Mandarin
- 2015 Rise of the Tomb Raider - als Lord Croft
- 2015 Final Fantasy XIV: Heavensward - als Varis
- 2015 The Witcher 3: Wild Hunt - als Avallac'h
- 2014 Alien: Isolation - als stem
- 2013 Total War: Rome II - als stem
- 2013 Castlevania: Lords of Shadow - Mirror of Fate - als verdwaalde ziel
- 2007 Folklore - als Belgae

- Bibliothèque nationale de France: cb142025049 (data)
- Gemeinsame Normdatei: 13133655X
- International Standard Name Identifier: 0000 0001 1482 9512
- Library of Congress Control Number: no00070619
- MusicBrainz: 67ac5c84-d4db-4809-acc2-3c3bedf68ebd
- Nationale Bibliotheek van Tsjechië: pna2009482622
- Nationale Bibliotheek van Israël: 987007415048905171
- Nederlandse Thesaurus van Auteursnamen: 239329732
- Système universitaire de documentation: 069130337
- Virtual International Authority File: 163124457
- WorldCat: E39PBJdGRh6hh8hmfg6WVT9FKd